# هکلر و کخ اچ‌کی۴۱۷
هکلر و کخ اچ‌کی۴۱۷، (به انگلیسی: Heckler & Koch HK417) یک تفنگ جنگی اتوماتیک ساخت شرکت هکلر و کخ است. این تفنگ بر اساس اچ‌کی۴۱۶ ساخته شده‌است. با این تفاوت که اچ‌کی-۴۱۷ با فشنگ ۷٫۶۲ میلی‌متری ناتو تغذیه می‌شود و به منظور قدرت بازدارندگی و نفوذ بیشتر در بدن سربازان دشمن طراحی گشته‌است. این تفنگ توسط بسیاری از نیروهای ضربت، ارتشهای جهان و پلیسهای شهری به خدمت گرفته شده‌است.

## طراحی
ظاهر این تفنگ بر اساس سری آرملایت ۱۵ و محصولات معروفی همانند ام۴ کارابین و ام۱۶ ساخته شده‌است، اما از درون بسیار متفاوت است. این تفنگ از سیستم پیستون گاز ژ۳۶ استفاده می‌کند و دارای خشاب شفاف می‌باشد تا تیرانداز با نگاه کردن به خشاب، تیرهای درون آن را مشاهده کند.

## بکارگیری
اچ‌کی-۴۱۷ بعنوان یک تفنگ دومنظوره برای تک‌تیراندازی در برد کوتاه طراحی شده تا درصورت نیاز توانایی شلیک به صورت تمام خودکار را نیز داشته باشد. با وجود اینکه قدرت بازدارندگی و نفوذ گلوله فشنگ ۷ میلی‌متری ناتو، بیشتر از ۵ میلی‌متری ناتو می‌باشد، با اینحال بیشتر سربازان، تفنگهای ساخته شده برای شلیک فشنگ ۵ میلی‌متری را به این تفنگ ترجیح می‌دهند. اچ‌کی-۴۱۷ از لحاظ دقت، برد مفید و نفوذ در هدف دارای نمرهٔ بهتری است اما نرخ آتش آن ۶۰۰ گلوله بر دقیقه و دقیقاً به اندازه سلاح کلاشنیکف می‌باشد. همچنین ظرفیت کم خشاب ۱۰ یا ۲۰ تایی آن باعث شده تا سربازان تفنگهایی را بپسندند که کمتر نیاز به تعویض خشاب داشته باشند.

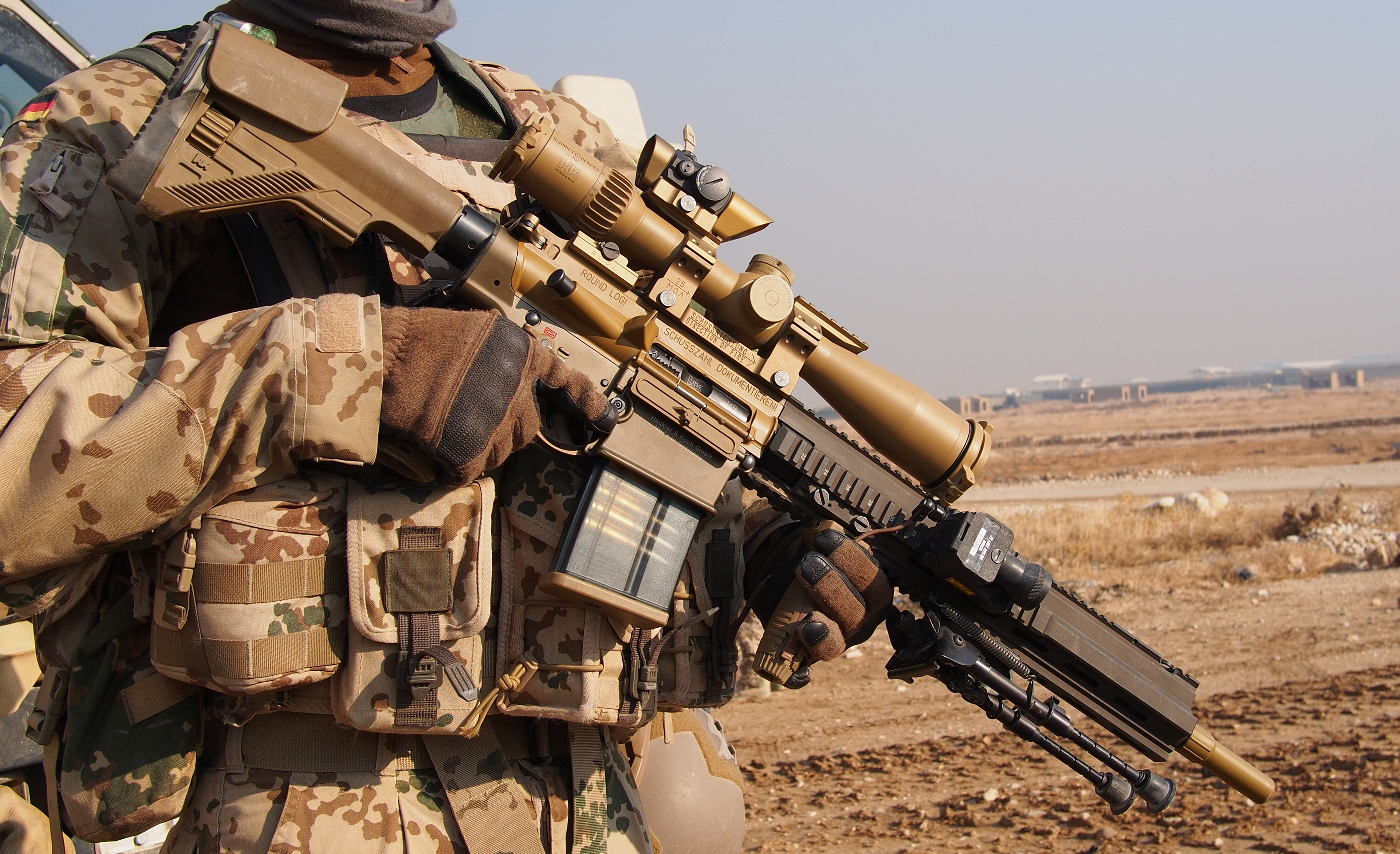
سرباز آلمانی با نسخه جی۲۸ در افغانستان

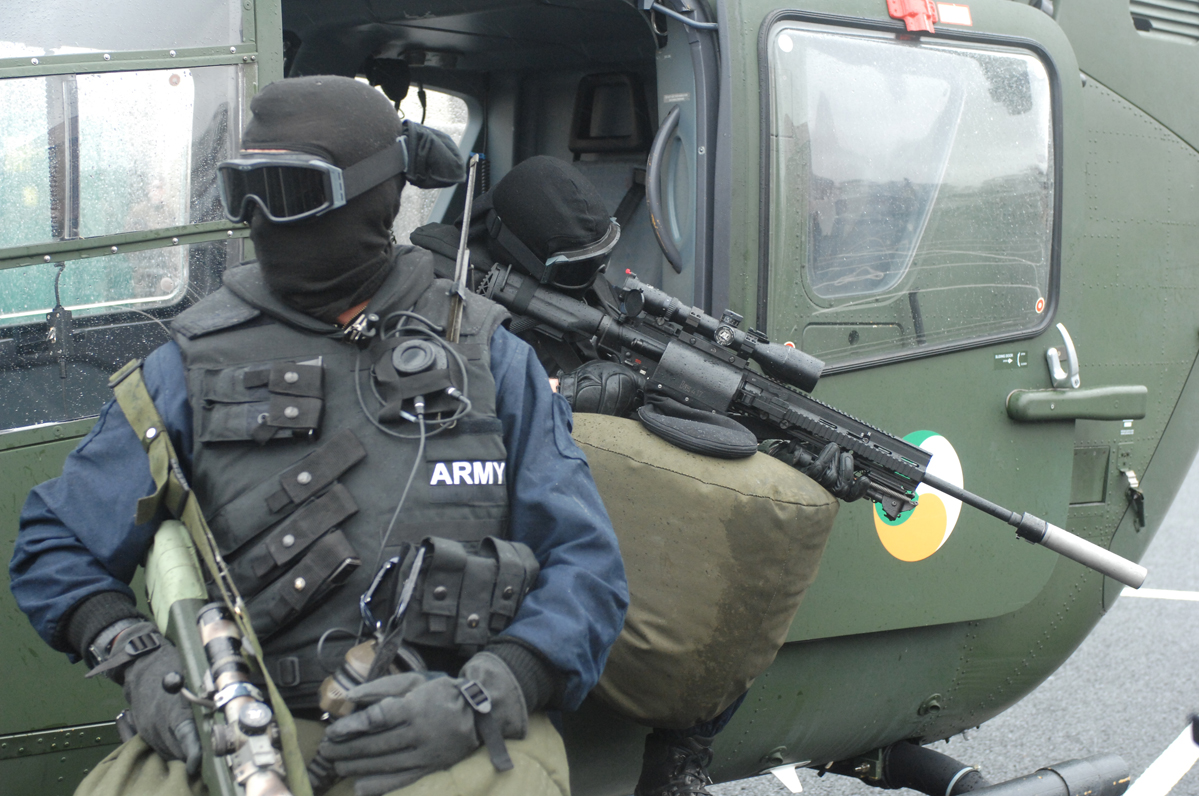
تک‌تیراندازان نیروهای ویژه هوابرد ارتش ایرلند درحال پیاده شدن از بالگرد

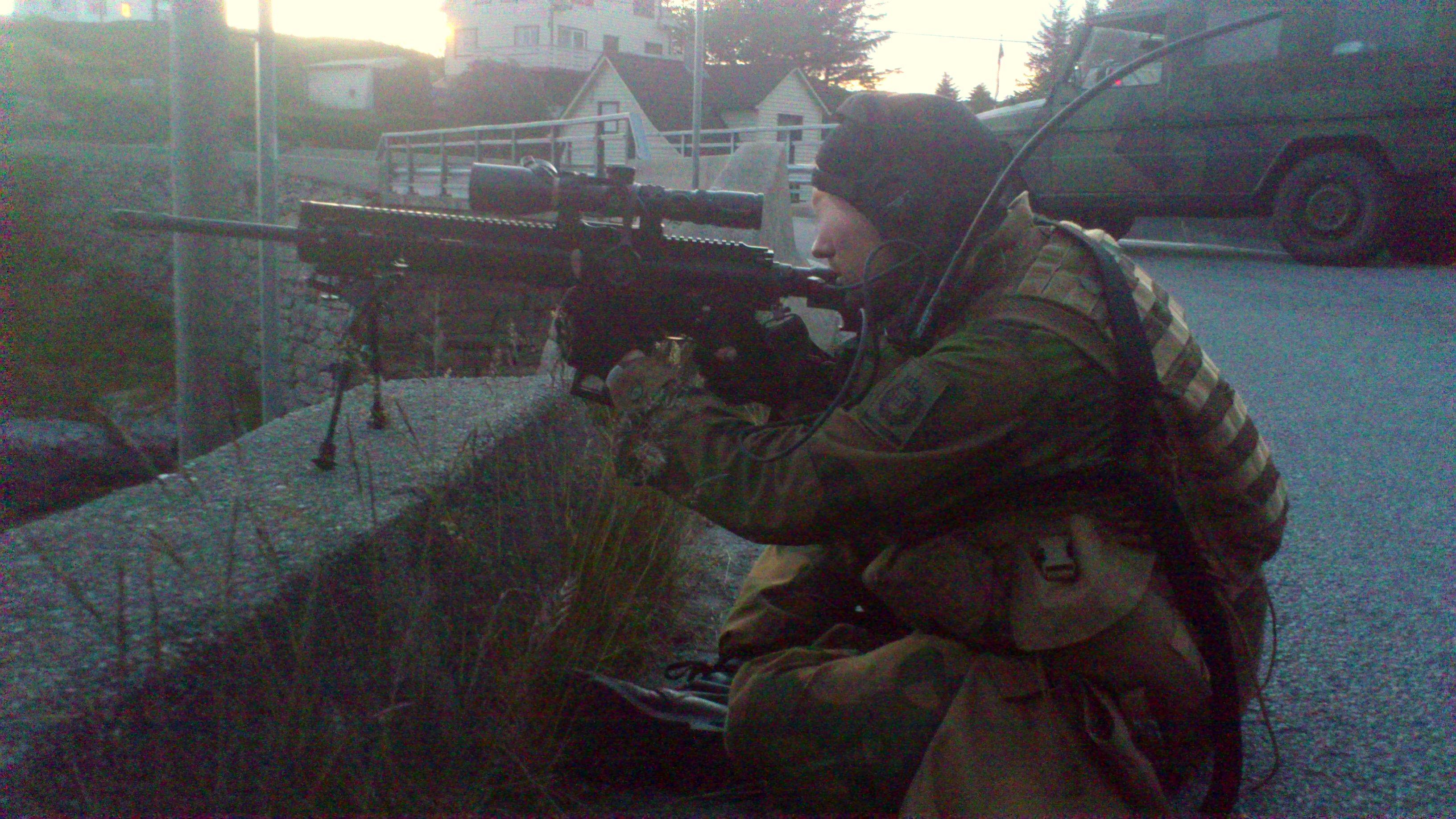
تفنگدار نروژی

سرباز استرالیایی ائتلاف آمریکایی در افغانستان طی جنگ آمریکا و افغانستان در سال ۲۰۱۳